# Самоубийство Роналда Опуса
Роналд Опус — персонаж городской легенды о гипотетическом самоубийстве вымышленного человека, часто подаваемой как действительная история. История была первоначально придумана в 1987 году Доном Харпером Миллсом, бывшим президентом Американской академии судебной медицины. Миллс заявил, что он придумал её в целях развлечения и чтобы показать, насколько различные юридические последствия могут следовать за каждым завихрением в расследовании убийства.
История впервые появилась в интернете в августе 1994 года и широко распространилась с тех пор по веб-страницам, чатам и в печатных публикациях (напр. The Sunday Telegraph).

## Описание происшествия
Общеизвестная версия истории излагается следующим образом:
23 марта судмедэксперт обследовал тело Роналда Опуса и пришёл к заключению, что причиной смерти являются ранения в голову от выстрела из дробовика. Результаты расследования к этому моменту показывали, что скончавшийся спрыгнул с крыши 10-этажного здания с целью совершить самоубийство. Покойный указал в предсмертной записке, что находился в отчаянии. Когда он пролетал мимо 9-го этажа, из окна раздался выстрел из дробовика, который вызвал мгновенную смерть Роналда. Ни стрелявший, ни погибший не знали, что на уровне 8-го этажа была натянута защитно-улавливающая сетка, предназначенная для страховки мойщиков окон, и что погибший не смог бы осуществить своё намерение.
Как правило, если человек совершает какие-либо действия с намерением совершить самоубийство и умирает, его смерть считается самоубийством, даже если её причина отличается от запланированной. Тот факт, что Роналда застрелили перед тем, как он неминуемо встретил бы свою смерть девятью этажами ниже, вряд ли изменил бы причину смерти с самоубийства на убийство. Но то, что при данных обстоятельствах намерение совершить самоубийство не могло бы быть выполнено, зародило у судмедэксперта подозрение в том, что данный случай нужно рассматривать как убийство.
Далее в ходе расследования было обнаружено, что в комнате на девятом этаже, из которой был произведён выстрел, проживали пожилые муж и жена. Во время семейной ссоры мужчина угрожал своей жене дробовиком. Он был настолько расстроен, что даже не мог держать его прямо. Поэтому, нажав на спусковой крючок, он не попал в жену. Дробь устремилась прямо в окно, мимо которого пролетал ныне покойный Роналд.
Если некто собирается убить субъекта А, но при осуществлении замысла убивает субъекта Б, то он виновен в убийстве субъекта Б. Такой вывод был донесён до мужчины, однако и мужчина и его жена категорично заявляли, что не знали о том, что дробовик был заряжен. Мужчина давно имел привычку угрожать жене при помощи незаряженного дробовика. Он не собирался застрелить её, поэтому убийство падающего человека было случайностью. То есть оружие оказалось заряжено случайно.
В ходе дальнейшего расследования нашёлся свидетель, который видел, как сын пожилой пары заряжал дробовик примерно за 6 недель до смертельного происшествия. Кроме того, обнаружилось, что женщина перестала предоставлять сыну финансовую поддержку и тот зарядил дробовик в надежде, что его отец застрелит мать. Сын хорошо знал о привычке отца угрожать дробовиком. Эти обстоятельства позволяют переквалифицировать данное дело в дело об убийстве Роналда Опуса сыном пожилой пары.
В ходе последующего расследования выяснилось, что сын всё больше приходил в отчаяние из-за того, что его попытка убить мать не сработала. Именно поэтому 23 марта он спрыгнул с крыши здания и был застрелен на уровне 9-го этажа из дробовика.
Судмедэксперт посчитал это самоубийством и закрыл дело.

## В культуре
- Данная история легла в основу фильма «Магнолия» Пола Андерсона, а также была использована в сюжетах ряда детективных сериалов, включая американские «Закон и порядок», «C.S.I.: Место преступления Майами», «Убойный отдел» и австралийский «Зов убийцы».